# رامي الوسماني
رامي علي يحيى الوسماني ويعرف أيضًا بإسم رامي الوسماني، مواليد 1997 في اليمن، من محافظة صنعاء، لاعب كرة قدم يمني يجيد اللعب كظهير أيمن ووسط ميدان منتخب اليمن.
بدأ رامي الوسماني كرة القدم مع نادي أهلي صنعاء الذي ينشط في الدوري اليمني الممتاز في سن مبكرة جدًا. لعب ثلاثة مواسم مع نادي أهلي صنعاء ومن ثم اتقل الى نادي ماس تابورسكو التشيكي موسم 2020-2021. وفي عام 2021 انتقل الى نادي SDZ أمسترادم الهولندي.
سبق لرامي الواسماني أن مثل منتخب اليمن للناشئين والشباب والأولمبي والمنتخب الوطني اليمني في نهائيات كأس آسيا في الإمارات 2019 وتصفيات كأس آسيا 2022 في منغوليا.